# Коктас (Карагандинская область)
Коктас (каз. Көктас, до 199? г. — Карбушевка) — село в Каркаралинском районе Карагандинской области Казахстана. Административный центр Каршигалинского сельского округа. Находится на реке Жарлы примерно в 36 км к северо-западу от районного центра, города Каркаралинска. Код КАТО — 354867100.

## Население
В 1999 году население села составляло 1655 человек (824 мужчины и 831 женщина). По данным переписи 2009 года, в селе 1480 человек (743 мужчины и 737 женщин).

## История села
Прежнее название села Карбышевка — произошло от фамилии есаула Ивана Карбышева, получившего надел в урочище Коктас, у речушки Жарлы. Его племянник Михаил Ильич часто бывал в Каркаралинске вместе со своим младшим сыном Дмитрием Михайловичем Карбышевым, в будущем генерал-лейтенант, Герой Советского Союза.
По легенде, недалеко от Коктаса, в местности под названием Койтас произошло одно из кровопролитных сражений казахского ополчения с джунгарскими завоевателями. На месте сражения до сих пор сохранились остатки рва глубиной, местами до 3-х метров и оборонительного вала, насыпанного за рвом из земли выкопанной из рва

## Улицы села
- ул. Гагарин
- ул. Тельман
- ул. Абая
- ул. Новая
- ул. Молодежная
- ул. Заготзерная